# 线状无烟火药
線狀無煙火藥（英語：Cordite，也譯為柯代火藥或柯代藥）是一種19世紀晚期在英國發明的無菸火藥，並用來取代火藥作為槍砲的推進劑。線狀無煙火藥成份主要為硝化纖維素及穩定劑（有時也加入硝化甘油等其他成份）並壓製成「麵條」型。其擁有火藥的一些傳統特點：低爆炸性，低燃燒速度及低猛度。雖然對延長武器壽命有好處，不過由於其提供的能量不足以應付新式彈藥的需求所以逐漸落伍並被淘汰。線狀無煙火藥現在已不再生產。
炮彈的藥筒/藥包內也裝有條形火藥，不過這些火藥往往是特殊的管狀結構（單孔/多孔且橫截面往往呈多邊形，目的是達到理想的燃燒速度），且成份多為雙基藥或者其他較強的配方。與線狀無煙火藥差別很大，不要混淆。

## 歷史

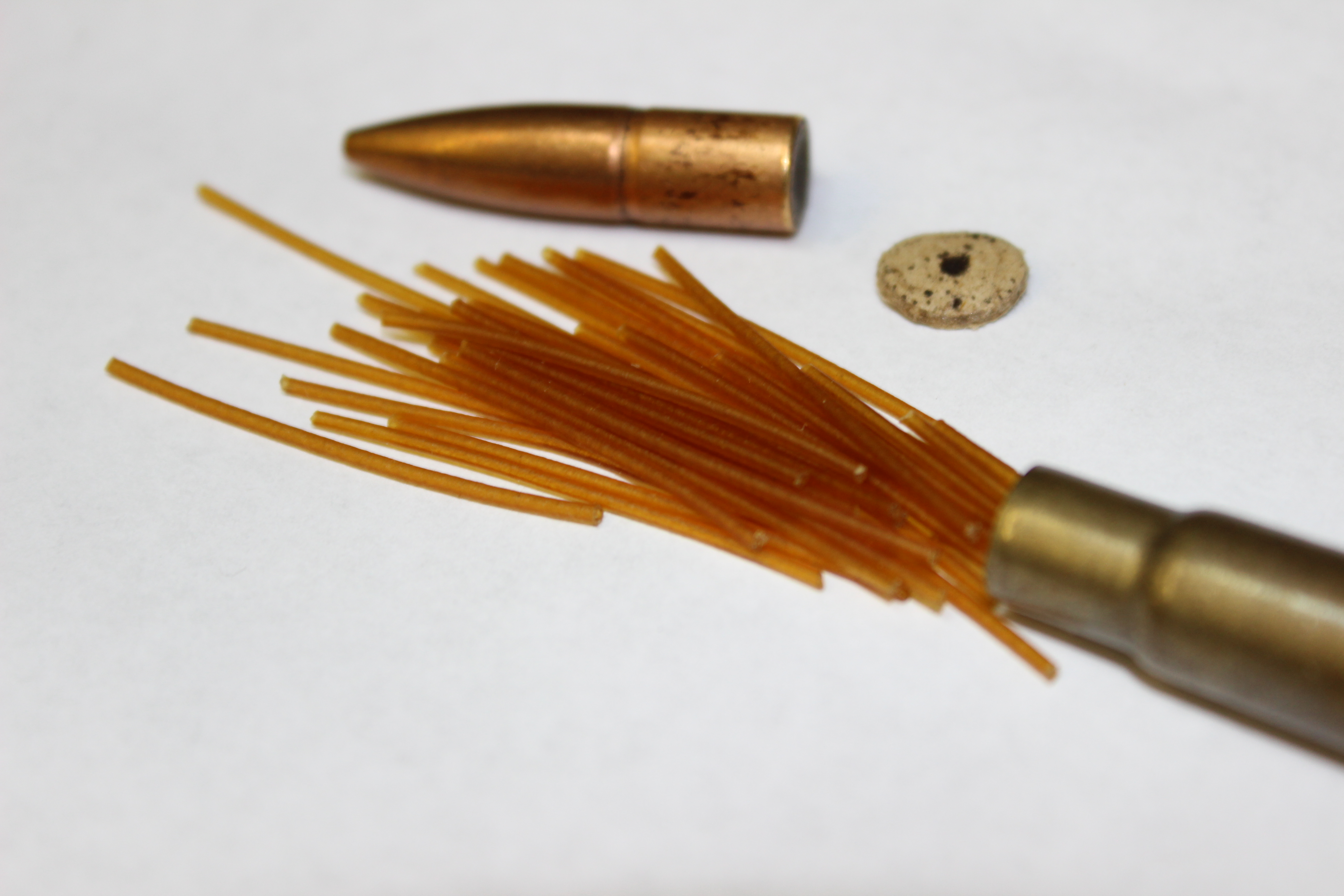
.303 Britis 子彈的彈頭和麵條狀發射火藥

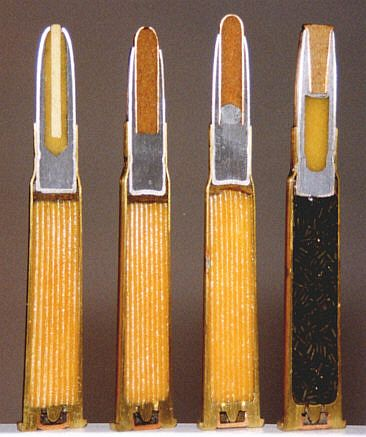
.303 Britis 彈藥系列 彈殼內麵條狀發射火藥，最右方為黑火藥發射藥圓頭彈

線狀無煙火藥最初用來製造恩菲爾德步槍使用的.303 British步槍彈，在1891年或1892年被命名為Mk.I C步槍彈，在1893年，.303步槍彈改用伯丹底火後，又定型新型Mk.II步槍彈。Mk.II步槍彈在第一次世界大戰的使用造成無煙火藥的短缺，也使美國發展無煙火藥來改良英國的步槍彈，線性無煙火藥並應用在各式火砲上。自從第一次世界大戰後，線狀無煙火藥便經常在英國及大英國協使用於這類武器。其於第二次世界大戰繼續發展為防空武器彈藥的火藥、彈射座椅的火箭填料，甚至原子彈「小男孩」的引爆系統填料。

## 備註
1. ↑  柯代火藥一種外形像細繩的無煙火藥，據說也被戲稱為「意大利麵條」，由硝化纖維素、硝化甘油和凡士林組成，在丙酮中溶解，風乾並壓成繩狀，屬於硝化甘油與硝化纖維的雙基火藥

## 資料來源
1. ↑  . 樂詞網.
2. ↑  . pewpewpew.work.   [2021-08-31]. （原始内容存档于2020-07-06）.
3. ↑  《轻武器系列丛书》编委会　 (编). . 轻武器典藏手册系列. Bei jing: 中航出版传媒有限责任公司出版社. 2013年: 62–65. ISBN 9787516501245.